# 斯塔茨堡 (紐約州)
斯塔茨堡（英語：Staatsburg）是位於美國紐約州達奇斯縣的普查規定居民點。

## 人口
根據2020年美國人口普查的數據，斯塔茨堡的面積為3.81平方千米，當中陸地面積為3.80平方千米，而水域面積為0.01平方千米。當地共有人口703人，而人口密度為每平方千米184.51人。